# Шидер, Теодор
Теодор Шидер (нем. Theodor Schieder; 11 апреля 1908, Эттинген, Бавария, Германия — 8 октября 1984, Кёльн, Северный Рейн — Вестфалия Германия) — немецкий историк.

## Биография
Теодор Шидер родился в бюргерской протестантской семье. В 1926—1933 изучал историю, германистику и географию в Мюнхене и Берлине. Горячо поддержал захват власти нацистами. В 1934 Шидер переехал в Кёнигсберг (Восточная Пруссия), где по рекомендации Эриха Машке в 1935 был назначен на работу в Восточно-Прусское региональное агентство по изучению послевоенной истории («Landesstelle Ostpreußen für Nachkriegsgeschichte»), филиал Тайного государственного архива прусского наследия при Кёнигсбергском университете. Был близок к немецким консервативным историкам, скептически относившимся к Веймарской демократии, в том числе к Хансу Ротфельсу. Вступил в НСДАП в 1937 году. В 1942 году Шидер стал профессором новой истории в Кёнигсбергском университете, позже деканом философского факультета и активным членом Национал-социалистического союза немецких доцентов. В конце 1944 года Шидер вместе с семьей бежал на запад незадолго до прихода в Восточную Пруссию Красной армии.
После войны Шидер поселился в ФРГ, где быстро стал одним из самых влиятельных историков. В 1952 году Шидер возглавил правительственную комиссию по исследованию изгнания немцев из разных регионов Восточной Европы после Второй мировой войны. В 1962—1964 годах ректор Кёльнского университета, с 1965 года — глава исследовательского департамента на факультете истории. Президент Академии наук федеральной земли Северный Рейн — Вестфалия. В 1967—1972 годах Шидер возглавлял Германский союз историков.

## Деятельность
Шидер занимался проблемами истории Польши и Восточной Европы в целом. В 1939 году он защитил хабилитационную диссертацию по теме «Немецкий дух и сословная свобода в Привислинье. Политические идеи и политическая литература в Западной Пруссии от Люблинской унии до разделов Польши (1569—1772/1773)» (Deutscher Geist und ständische Freiheit im Weichsellande. Politische Ideen und politisches Schrifttum in Westpreußen von der Lubliner Union bis zu den polnischen Teilungen, 1569—1772/73). Диссертация была опубликована в Кёнигсберге в 1940.
В период правления национал-социалистов Шидер стал одним из основоположников «народной истории», носившей прогрессивный в методологическом и реакционный в политическом отношении характер. Шидер был автором «Меморандума 7 октября 1939 года», призывавшего к изгнанию евреев и славян из Восточной Европы, в частности из Польши, в целях освобождения пространства для немецких переселенцев. Эти идеи легли в основу Генерального плана Ост. Поддержав вторжение в Польшу, Шидер вместе с Вернером Конце консультировал нацистский режим по вопросам осуществления расовой политики в Восточной Европе. В 1940 Шидер подготовил для гауляйтера Эриха Коха отчёты, касавшиеся политических, социальных и этнических аспектов жизни населения территорий, присоединённых к Восточной Пруссии.
В послевоенный период Шидер возглавил работу по сбору документации, связанной с историей Vertreibung, изгнания этнических немцев с земель, которые Германия утратила по итогам Второй мировой войны. Результаты работы были представлены в сборниках «Документация об изгнании немцев из Центрально-Восточной и Восточной Европы в 1945—1948 годах» (Dokumentation der Vertreibung der Deutschen aus Ostmittel- und Osteuropa in den Jahren 1945 bis 1948).
Шидер наряду с Вернером Конце активно продвигал принципы «социально-исторической науки», призванной обновить методологический аппарат западногерманской историографии. В этой работе ему помогал ряд учеников и сотрудников, впоследствии ставших крупнейшими немецкими историками. Среди них Мартин Брошат, Вольфганг Моммзен, Ханс-Ульрих Велер, Томас Ниппердей, Йорн Рюзен и другие.

## Дискуссии о роли Шидера в национал-социалистическом государстве
В 1998 году Шидер вместе с другими историками (Вернер Конце, Альберт Бракман, Отто Бруннер и др.) оказался в центре споров вокруг концепции Гёца Али, причислившего этих немецких исследователей к «интеллектуальным предшественникам уничтожения» («Vordenker der Vernichtung»). Г. Али, Инго Гаар и другие историки молодого поколения возложили на Шидера и Конце ответственность за подготовку идеологических основ нацистской политики в отношении народонаселения Восточной Европы и за Холокост. Во время дискуссии ученики Шидера активно защищали его от критиков. Вольфганг Моммзен обратил внимание на то, что в период Третьего рейха Шидер был молодым человеком и не мог реально влиять на формирование основ нацистской расовой политики. Ханс-Ульрих Велер подчеркивал, что после войны Шидеру был дан «второй шанс», и он радикально дистанцировался от своих прежних взглядов. Споры о масштабах ответственности интеллектуала за политические последствия высказываемых им идей обозначили «разрыв поколений» среди современных немецких историков.

## Труды
- Die kleindeutsche Partei in Bayern in den Kämpfen um die nationale Einheit 1863—1871. Beck, München, München 1936.
- Theodor Schieder: Deutscher Geist und ständische Freiheit im Weichsellande ; Polit. Ideen u. polit. Schrifttum in Westpreußen v.d. Lubliner Union bis zu d. poln. Teilungen. Gräfe und Unzer in Komm, Königsberg 1940.
- Kurt von Raumer und Theodor Schieder (Hrsg.): Stufen und Wandlungen der deutschen Einheit; [Karl Alexander von Müller, dem Forscher und Lehrer in dankbarer Gesinnung gewidmet von Freunden und Schülern, 20. Dezember 1942]. Dt. Verl.- Anst, Stuttgart 1943.
- Dokumentation der Vertreibung der Deutschen aus Ost-Mitteleuropa., Bonn 1953 ff.
- Nationale und übernationale Gestaltungskräfte in der Geschichte des europäischen Ostens. Scherpe, Krefeld 1954.
- Das Problem des Nationalismus in Osteuropa. Köln-Braunsfeld 1956.
- Das Schicksal der Deutschen in Ungarn. Bonn 1956.
- Das Schicksal der Deutschen in Rumänien. Bonn 1957.
- Hundert Jahre Historische Zeitschrift 1859—1959. Oldenbourg, München 1959.
- Das Deutsche Kaiserreich von 1871 als Nationalstaat. Westdt. Verl, Köln 1961.
- Italien vom ersten zum zweiten Weltkrieg. Stuttgart 1962.
- Geschichte als Wissenschaft. Oldenbourg, München, Wien 1965.
- Handbuch der europäischen Geschichte. Klett-Cotta [u.a.], Stuttgart 1968-.
- mit Kurt Kluxen und Wolfgang J. Mommsen: Politische Ideologien und nationalstaatliche Ordnung. Oldenbourg, Wien & München 1968.
- Staat und Gesellschaft im Wandel unserer Zeit. 2. Auflage. Oldenbourg, München 1970.
- Beiträge zur Geschichte der Weimarer Republik. Oldenbourg, München 1971.
- Methodenprobleme der Geschichtswissenschaft. Oldenbourg, München 1974.
- Friedrich der Grosse. Ein Königtum der Widersprüche, Ullstein 1983 (английское издание: Frederick the Great, Longman publ. 1999)